# Tsáfiki
El tsafiki (autoglotònim: tsáfiki, 'paraula veritable') és el nom d'una llengua de la família barbacoana de la ètnia aborigen coneguda com tsáchila ('veritable gent') en el seu propi idioma.
Els tsáchiles, també cridats pels mestissos i colons de la zona "Indios Colorados", habiten la regió nord-oest de la República de l'Equador, a la província de Santo Domingo de los Tsáchilas, la ciutat principal dels quals és Santo Domingo, coneguda també com Santo Domingo de los Colorados.

## Fonologia
L'inventari consonàntic del tsáfiki està format per:
|           |           | Bilabial | Alveolar | Alveolar | Palatal | Velar | Glotal |
| central   | lateral   | Bilabial |          |          | Palatal | Velar | Glotal |
| --------- | --------- | -------- | -------- | -------- | ------- | ----- | ------ |
| Oclusiva  | sorda     | p        | t        |          |         | k     | ʔ      |
| Oclusiva  | sonora    | b        | d        |          |         |       |        |
| Africada  | Africada  |          | ¢        |          |         |       |        |
| Fricativa | Fricativa | ɸ        | s        |          |         | h     |        |
| Nasal     | Nasal     | m        | n        |          |         |       |        |
| Líquida   | Líquida   |          | r        | l        |         |       |        |
| Semivocal | Semivocal | w        |          |          | y       |       |        |

Els símbols de l'AFA /¢, i/ equivalen als de l'AFI /ʃ, j/. Les alveolars centrals /¢, s/ desenvolupen al·lòfons postalveolars /ʧ, ʃ/ davant vocal tancada. Les oclusives sonores /b, d/ s'articulen preglotalizadas en interior de paraula. En posició inicial /r/ s'articula a vegades com [dɾ].